# Voorwijk
Voorwijk is een monumentaal herenhuis in de Drentse plaats de Wijk in de gemeente De Wolden. Vanaf de bouw is het huis vrijwel steeds bewoond door leden van de geslachten Tonckens en De Vos van Steenwijk.

## De periode Tonckens (1791-1853)
Voorwijk werd in 1791 gebouwd door de patriot en advocaat Wyncko Tonckens (1749-1804). Hij financierde de bouw uit een, van zijn oom Warmolt Lunsingh, rentmeester van Dickninge, verkregen erfenis. Na zijn dood en die van zijn vrouw Maria Vos (in 1805), woonden hun vijf minderjarige kinderen in het huis met hun tante Willemtje Vos. Bij de onderlinge boedelverdeling in 1817 kwam Voorwijk aan dochter Rolina Tonckens (1799-1823). Na haar overlijden koopt haar oudste broer Warmold Lunsingh Tonckens (1791-1868) uit haar boedel het huis Voorwijk en verhuurt deze aan zijn tante Willemtje Vos (1780-1831) en haar man Jan Diderik van den Bosch. In 1843 wordt Voorwijk verhuurd aan Reint Hendrik de Vos van Steenwijk (1803-1875).

## De periode De Vos van Steenwijk (1853-heden)
Na een korte periode van huur, koopt Reint Hendrik de Vos van Steenwijk het huis Voorwijk. In 1866 ging hij echter op Dikninge wonen en verkocht Voorwijk aan Wouter Constant Verwey Mejan. In 1875 kwam huize Voorwijk weer enkele jaren weer in het bezit van een Tonckens en wel Anthony Tonckens (1846-1893), een neef van de laatste Tonckens-eigenaar Warmolt Lunsingh Tonckens. Deze verkocht het in 1880 vervolgens weer aan de Zwolse kantonrechter en latere gedeputeerde van Overijssel Carel de Vos van Steenwijk (1852-1903), een zoon van Reint Hendrik. Zijn zoon Reint Hendrik erfde Voorwijk in 1903. Hij was griffier van de Tweede Kamer en van 1931 tot 1951 commissaris van de Koningin van Drenthe. In 1964 overleed hij.

## Huidige bewoners van Voorwijk
In 1964 werd Voorwijk verkocht aan een neef van Reint Hendrik, Godert Willem de Vos van Steenwijk (1934). Deze huidige bewoner van Voorwijk was tot aan zijn pensionering in 1999 ambassadeur met standplaatsen Boedapest, Indonesië, Canada en Moskou. Hij is gehuwd met Clara baronesse van Pallandt. Het beeld op het voorplein, Rennend naakt met hinde, is gemaakt door haar tante Charlotte van Pallandt. Zij runnen sinds 1964 op Voorwijk een stoeterij en fokken daar - als enige in Nederland - volbloed Akhal-Teke sportpaarden. In de beginjaren zeventig restaureerden zij het woonhuis en beide koetshuizen.